# Фоссерг
Фоссе́рг (фр. Faussergues, окс. Faussèrgas) — коммуна во Франции, находится в регионе Юг — Пиренеи. Департамент — Тарн. Входит в состав кантона Кармо-1 Ле-Сегала. Округ коммуны — Альби.
Код INSEE коммуны — 81089.

## География

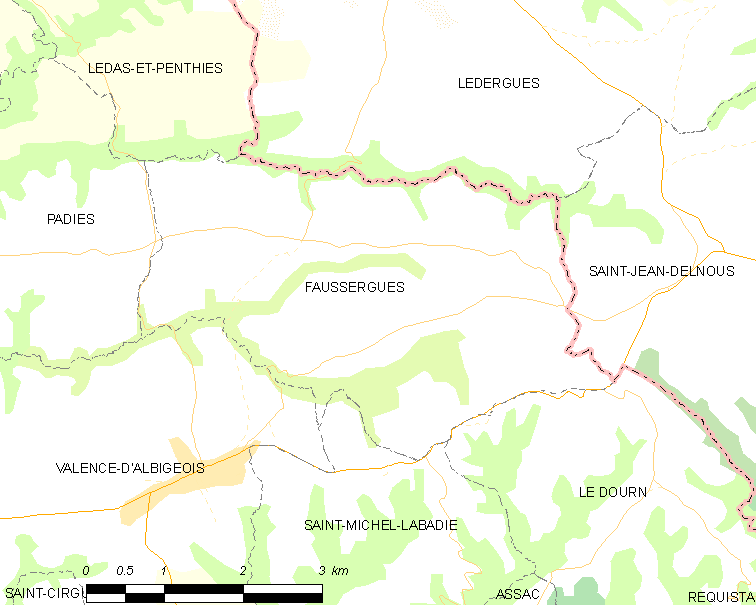
Карта коммуны

Коммуна расположена приблизительно в 540 км к югу от Парижа, в 95 км северо-восточнее Тулузы, в 27 км к северо-востоку от Альби.

## Климат
Климат умеренно-океанический. Зима мягкая и дождливая, лето жаркое с частыми грозами. Ветры довольно редки.

## Население
Население коммуны на 2010 год составляло 136 человек.
| 1962 | 1968 | 1975 | 1982 | 1990 | 1999 | 2010 |
| ---- | ---- | ---- | ---- | ---- | ---- | ---- |
| 305  | 261  | 222  | 186  | 168  | 141  | 136  |

## Администрация
| Период | Период | Фамилия        | Партия       | Примечания |
| ------ | ------ | -------------- | ------------ | ---------- |
| 1993   | 2014   | Андре Кюк      | беспартийный |            |
| 2014   | 2020   | Жан-Мари Сессе |              |            |

## Экономика
В 2007 году среди 69 человек в трудоспособном возрасте (15—64 лет) 50 были экономически активными, 19 — неактивными (показатель активности — 72,5 %, в 1999 году было 72,3 %). Из 50 активных работали 45 человек (27 мужчин и 18 женщин), безработных было 5 (0 мужчин и 5 женщин). Среди 19 неактивных 4 человека были учениками или студентами, 10 — пенсионерами, 5 были неактивными по другим причинам.